# 完颜胡石改
完颜胡石改，金朝初年将领，女真族，完颜氏。
胡石改跟随太祖完颜阿骨打攻宁江，在达鲁古城击败辽军，击破天祚帝亲兵，有功。与兄实古乃击败来援济州的辽兵，攻克济州，迫降春州、泰州及境内诸部族。追击天祚帝至中京（今内蒙古宁城县西大明城），获其宫人、辎重八百辆。率兵五百追击思泥古叛军，获其亲属部人。率兵五干夺回德州城。跟随从完颜娄室在归化南击败敌兵二万，归化降金。参与攻取居庸关，并取燕京属县及其山谷诸屯。引兵追击移失部军及泽州诸部叛逃之人，又在临潢击败叛军，诛杀其首领，安抚其民。金熙宗天眷二年（1139年），转任永定军节度使，改武定军节度使，改任汴京留守。完颜亮天德三年（1151年），授世袭猛安，六十八岁去世。